# Boston (музичка група)
Boston (енгл. Бостон) америчка је рок група из истоименог града из Масачусетса која је свој врхунац достигла током 1970-их и 1980-их. Оснивач и лидер групе је Том Шолц. Најпознатије песме су им More Than a Feeling, Peace of Mind, Foreplay/Long Time и Amanda. Издали су шест студијских албума од којих је најуспешнији био први назван Boston.

## Дискографија
Студијски албуми
- Boston (1976)
- Don't Look Back (1978)
- Third Stage (1986)
- Walk On (1994)
- Corporate America (2002)
- Life, Love & Hope (2013)